# Rallye de Grande-Bretagne 1977
Le Rallye de Grande-Bretagne 1977 (33rd Lombard RAC Rally), disputé du 20 au 24 novembre 1977, est la cinquante-deuxième manche du championnat du monde des rallyes (WRC) courue depuis 1973 et la onzième et dernière manche du championnat du monde des rallyes 1977. C'est également la dix-neuvième des vingt épreuves de la Coupe FIA 1977 des pilotes de rallye, nouvellement créée.

## Contexte avant la course

### Le championnat du monde
Succédant en 1973 au championnat international des marques (organisé de 1970 à 1972), le championnat mondial des rallyes pour marques recense les plus grandes épreuves internationales, dont huit se disputant en Europe. Les manches sélectives sont réservées aux voitures des catégories suivantes :
- Groupe 1 : voitures de tourisme de série
- Groupe 2 : voitures de tourisme spéciales
- Groupe 3 : voitures de grand tourisme de série
- Groupe 4 : voitures de grand tourisme spéciales

La saison a été marquée par le duel entre Fiat et Ford, le premier nommé s'étant assuré le titre mondial lors de l'avant-dernière manche, en Corse, remportée par la Fiat 131 Abarth de Bernard Darniche alors que les deux Ford Escort officielles n'avaient pu rallier l'arrivée. Les deux premières places du championnat étant déjà acquises, la dernière manche aura pour enjeu la troisième place, que vont se disputer Lancia, Opel et Toyota.

#### Coupe FIA des pilotes
Pour la saison 1977, la FIA a également instauré une Coupe des pilotes, prenant en compte les résultats des onze manches mondiales ainsi que ceux de cinq rallyes du championnat d'Europe et de quatre autres épreuves internationales.

### L'épreuve

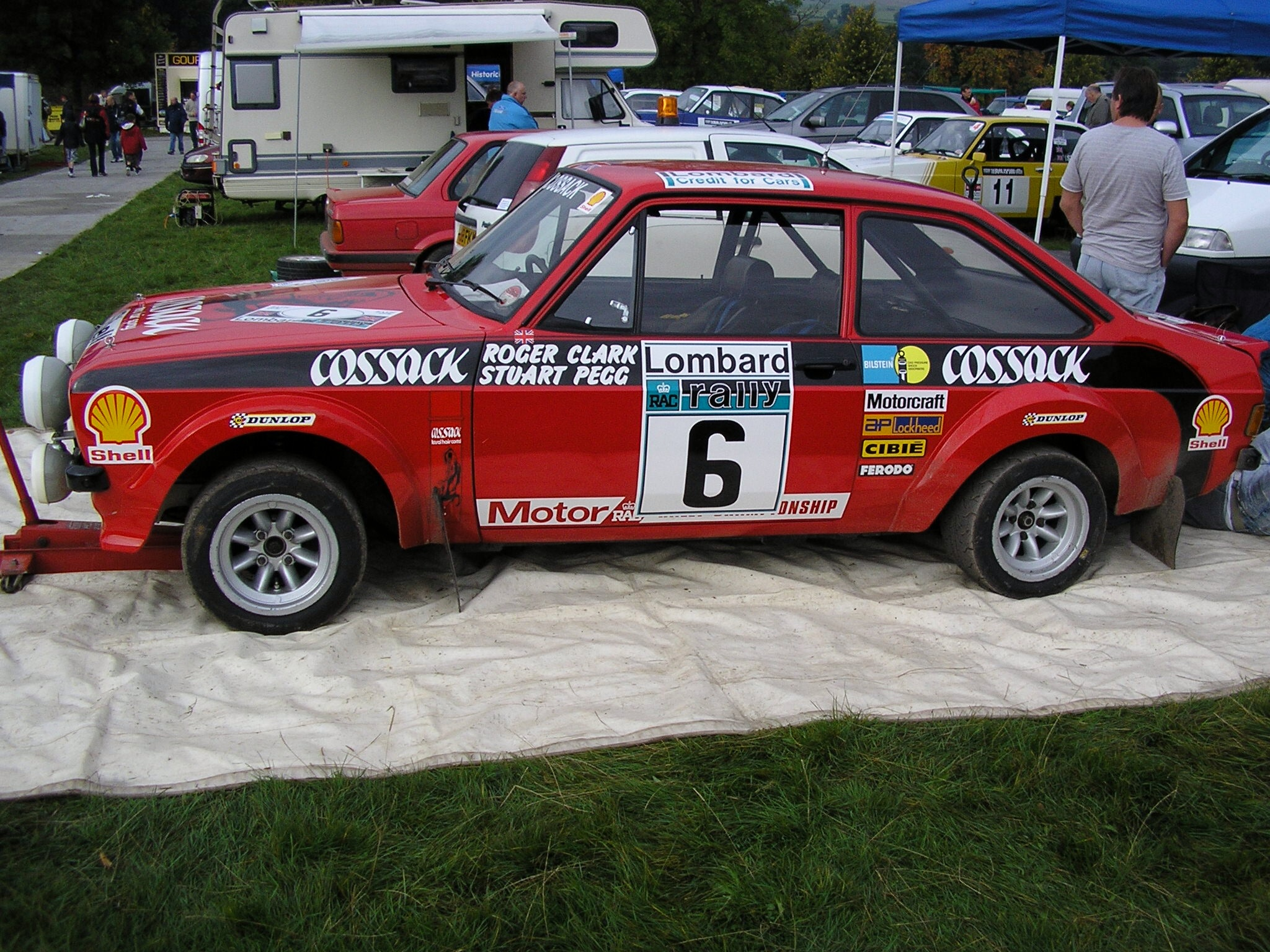
Depuis 1972, la Ford Escort est souveraine au RAC. Ici l'Escort RS1800 de Clark, victorieuse en 1976.

En quarante-cinq ans, le RAC Rally est passé du statut d'épreuve d'orientation et de maniabilité à celui d'une des plus techniques épreuves sur terre. Réputé pour son difficile parcours tenu secret jusqu'au départ, cette épreuve disputée presque intégralement sur terre fut l'une des premières à adopter la formule des tronçons chronométrés, dès 1960. Depuis lors, seul le Britannique Roger Clark (vainqueur en 1972 et 1976) a réussi à battre les pilotes nordiques, très efficaces dans les conditions de pilotage à vue imposées par l'absence de reconnaissance des secteurs sélectifs. Particulièrement adaptée aux chemins forestiers, la Ford Escort, invaincue depuis 1972, semble être l'arme absolue sur ce rallye.

## Le parcours

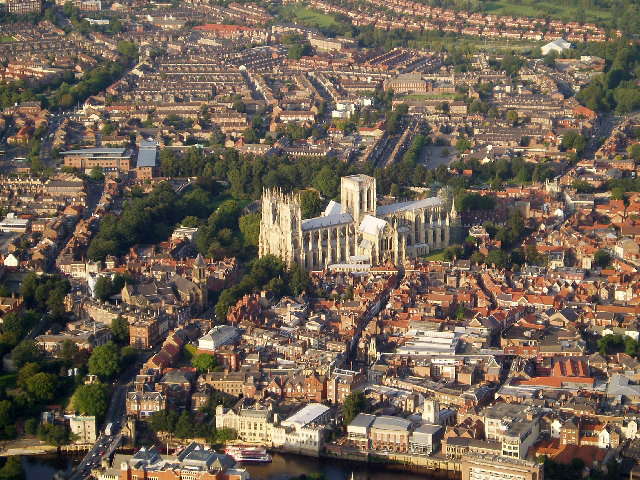
La ville d'York, point central du rallye RAC 1977.

- vérifications techniques : 19 novembre 1977 à Wembley
- départ : 20 novembre 1977 de Wembley
- arrivée : 24 novembre 1977 à York
- distance : 3 069 km dont 664,79 km sur 68 épreuves spéciales (69 épreuves initialement prévues, pour un total de 674,45 km chronométrés)
- surface : majoritairement terre
- Parcours divisé en trois étapes[2]

### Première étape
- Wembley - Towcester - York, le 20 novembre
- distance : 56,35 km sur 10 épreuves spéciales

### Deuxième étape
- York - Manchester - Great Orme - York, du 21 au 22 novembre
- distance : 275,24 km sur 27 épreuves spéciales

### Troisième étape
- York - Whinlatter - York, du 23 au 24 novembre
- distance : 333,2 km sur 31 épreuves spéciales (32 épreuves initialement prévues, pour un total de 342,86 km chronométrés)

## Les forces en présence
- Fiat

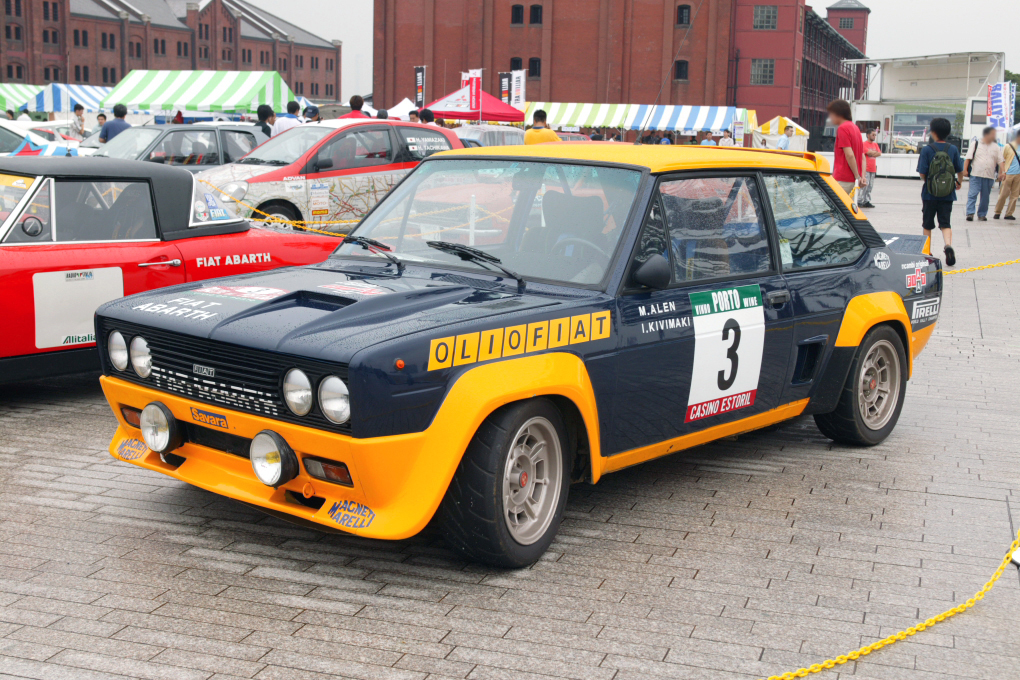
Une 131 Abarth groupe 4 aux couleurs Oliofiat lors d'une manifestation historique.

Bien que déjà assuré du titre mondial, le constructeur italien a de nouveau engagé six 131 Abarth groupe 4 équipées d'un moteur quatre cylindres de deux litres de cylindrée à culasse à seize soupapes et système d'injection Kugelfischer : trois versions à carter sec (235 chevaux), aux couleurs 'Oliofiat', pour Markku Alén, Maurizio Verini et Fulvio Bacchelli, trois à carter humide (220 chevaux), aux couleurs 'Fiat UK', pour Timo Mäkinen, Simo Lampinen et Timo Salonen, qui découvre l'épreuve.
- Ford

Sur son terrain favori, Ford a engagé sept Escort RS1800 groupe 4 officielles, répartie en deux équipes. L'équipe principale est composée de Björn Waldegård, Roger Clark et Ari Vatanen, la seconde de Russell Brookes, Kyösti Hämäläinen, Andy Dawson et John Taylor. En configuration terre, ces voitures pèsent près d'une tonne ; elles disposent d'un moteur quatre cylindres seize soupapes de deux litres de cylindrée alimenté par deux carburateurs double-corps développant 260 chevaux dans sa dernière évolution, version dont ne disposent pas Dawson et Taylor qui se contentent de 245 chevaux. Parmi les nombreux pilotes privés britanniques également engagés sur des Escort groupe 4, on note la présence de Nigel Rockey, Paul Faulkner, Tony Drummond et Tony Fowkes. Le constructeur est également bien représenté en groupe 1, avec notamment Graham Elsmore et Malcolm Wilson sur des Escort RS2000, favoris dans cette catégorie.
- Lancia

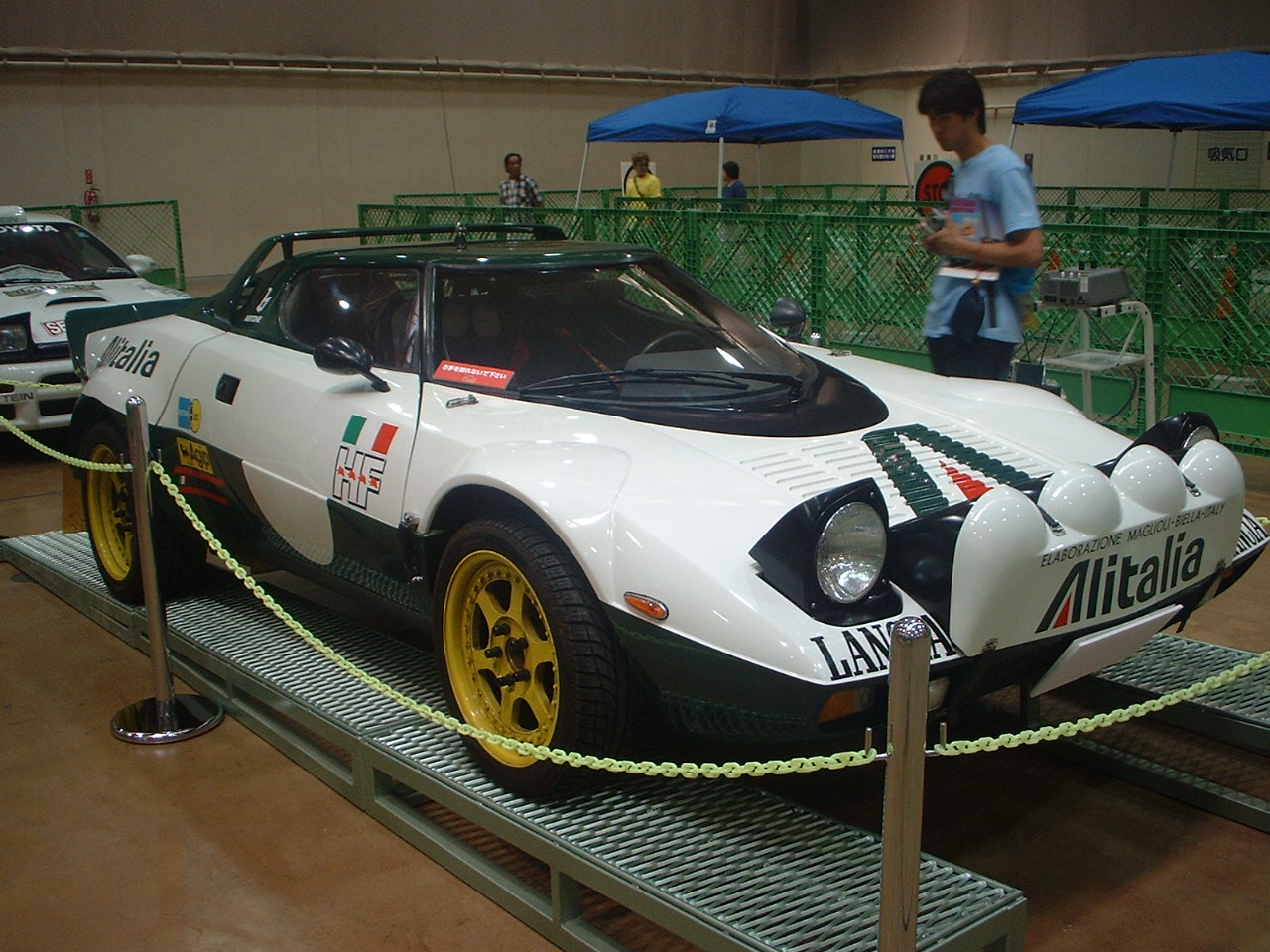
Une Lancia Stratos HF groupe 4, semblable à celle de Munari.

La Lancia n'a engagé qu'une seule voiture officielle, confiée à Sandro Munari : il s'agit d'une Stratos HF groupe 4 en version terre (environ 1000 kg, moteur central V6 24 soupapes de 2400 cm3, alimenté par trois carburateurs double-corps, 275 chevaux). Une deuxième voiture, semi-officielle, aux couleurs du 'Chequered Flag', est aux mains du pilote irlandais Billy Coleman.
- Saab

Le constructeur suédois est présent avec deux Saab 99 EMS groupe 4 (1050 kg, moteur deux litres seize soupapes alimenté par deux carburateurs double-corps, 225 chevaux) aux mains de Stig Blomqvist et de Per Eklund. Les deux voitures officielles sont épaulées par deux modèles identiques alignés par 'Saab Sport Rally' pilotés par Ola Stromberg et Erkki Temmes.
- Toyota

Le 'Toyota Team Europe' a préparé trois coupés Celica 2000 GT groupe 4 (moteur quatre cylindres deux litres à injection, seize soupapes, préparé par Schnitzer, 240 chevaux), pour Hannu Mikkola, Jean-Luc Thérier et Per-Inge Walfridsson. Engagé à titre privé, Leif Asterhag pilote une Corolla 1600 groupe 4 d'une puissance de l'ordre de 185 chevaux.
- Triumph

British Leyland a engagé quatre Triumph TR7 groupe 4 (1170 kg, moteur deux litres seize soupapes, 220 chevaux), confiées à Tony Pond, Brian Culcheth, Markku Saaristo et Patrick Ryan.
- Vauxhall

Le Dealer Team Vauxhall a engagé deux Chevette groupe 4 (1020 kg, 2300 cm3, double arbre à cames en tête, 16 soupapes, 240 chevaux) pour Pentti Airikkala et Chris Slater.
- Opel

Le constructeur allemand est principalement représenté par le Dealer Opel Team qui a engagé une Kadett GT/E groupe 4 (970 kg, 200 chevaux) pour Bror Danielsson, et par l'Euro Händler Team présent avec deux Kadett GT/E groupe 2 (915 kg, 175 chevaux) confiées à Walter Röhrl et Anders Kulläng. En plus de ces équipages semi-officiels, de nombreux pilotes privés sont engagés sur des Kadett groupe 1 ou groupe 2.
- Renault

Comme au Sanremo, Renault Sport a engagé deux R5 Alpine groupe 2 (860 kg, 135 chevaux). Elles sont aux mains de Jean Ragnotti et Jean-Pierre Nicolas.

## Déroulement de la course

### Première étape
208 équipages (les 180 concurrents du rallye ainsi que les 28 disputant le Clubman Trophy) s'élancent de Wembley le dimanche 20 novembre, en direction d'York. Cette première étape est relativement courte, comprenant moins de soixante-dix kilomètres de tronçons chronométrés. Exploitant la maniabilité de sa Vauxhall sur l'asphalte, Pentti Airikkala attaque d'emblée et prend le commandement des opérations. L'écart sur ses poursuivants reste cependant mesuré, et à mi-étape, après cinq épreuves spéciales, son avance sur les autres favoris de l'épreuve, emmenés par Björn Waldegård (Ford Escort), est d'une vingtaine de secondes. La deuxième partie se déroule exclusivement sur terre, et Airikkala perd progressivement son avance, et pour quatre secondes se fait ravir la première place par la Toyota d'Hannu Mikkola dans la dernière épreuve de la journée. Au regroupement d'York, tous les favoris restent en lice pour la victoire, les trente premiers du classement général se tenant en deux minutes avant d'aborder les difficultés de la seconde étape.

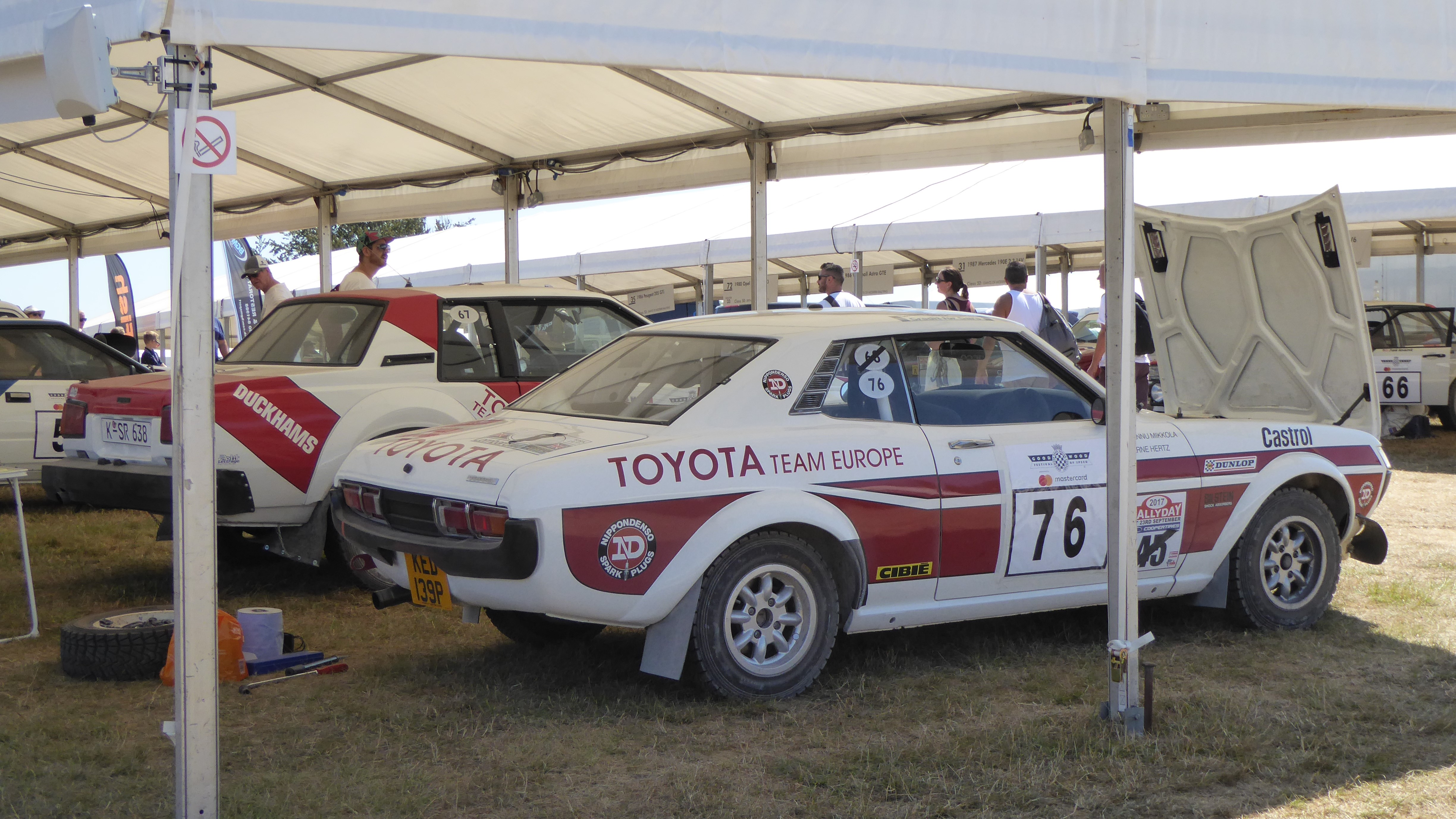
Une Toyota Celica GT semblable à celle d'Hannu Mikkola, en tête au terme de la première étape.

| Pos. | Pilote               | Copilote           | Voiture                | Groupe | Temps       | Écart        |
| ---- | -------------------- | ------------------ | ---------------------- | ------ | ----------- | ------------ |
| 1    | Hannu Mikkola        | Arne Hertz         | Toyota Celica 2000 GT  | 4      | 38 min 50 s |              |
| 2    | Pentti Airikkala     | Risto Virtanen     | Vauxhall Chevette 2300 | 4      | 38 min 54 s | + 04 s       |
| 3    | Björn Waldegård      | Hans Thorszelius   | Ford Escort RS1800     | 4      | 38 min 58 s | + 08 s       |
| 4    | Sandro Munari        | Piero Sodano       | Lancia Stratos HF      | 4      | 39 min 05 s | + 15 s       |
| 5    | Andy Dawson          | Andrew Marriott    | Ford Escort RS1800     | 4      | 39 min 15 s | + 25 s       |
| 6    | Timo Mäkinen         | Henry Liddon       | Fiat 131 Abarth        | 4      | 39 min 38 s | + 48 s       |
| 7    | Markku Alén          | Ilkka Kivimäki     | Fiat 131 Abarth        | 4      | 39 min 40 s | + 50 s       |
| 8    | Timo Salonen         | Jaakko Markkula    | Fiat 131 Abarth        | 4      | 39 min 45 s | + 55 s       |
| 9    | Stig Blomqvist       | Hans Sylvan        | Saab 99 EMS            | 4      | 39 min 46 s | + 56 s       |
| 10   | Leif Asterhag        | Anders Gullberg    | Toyota Corolla 1600    | 4      | 39 min 49 s | + 59 s       |
| 11   | Nigel Rockey         | Derek Tucker       | Ford Escort RS1800     | 4      | 39 min 56 s | + 1 min 06 s |
| 11=  | Fulvio Bacchelli     | Francesco Rossetti | Fiat 131 Abarth        | 4      | 39 min 56 s | + 1 min 06 s |
| 13   | Roger Clark          | Stuart Pegg        | Ford Escort RS1800     | 4      | 40 min 01 s | + 1 min 11 s |
| 14   | Ari Vatanen          | Peter Bryant       | Ford Escort RS1800     | 4      | 40 min 05 s | + 1 min 15 s |
| 14=  | Tony Pond            | Fred Gallagher     | Triumph TR7            | 4      | 40 min 05 s | + 1 min 15 s |
| 16   | Jean-Luc Thérier     | Michel Vial        | Toyota Celica 2000 GT  | 4      | 40 min 10 s | + 1 min 20 s |
| 17   | Tony Drummond        | David Curry        | Ford Escort RS1800     | 4      | 40 min 13 s | + 1 min 23 s |
| 18   | Bror Danielsson      | Mike Broad         | Opel Kadett GT/E       | 4      | 40 min 16 s | + 1 min 26 s |
| 19   | Anders Kulläng       | Bruno Berglund     | Opel Kadett GT/E       | 2      | 40 min 23 s | + 1 min 33 s |
| 20   | Per Eklund           | Björn Cederberg    | Saab 99 EMS            | 4      | 40 min 24 s | + 1 min 34 s |
| 21   | Chris Sclater        | Martin Holmes      | Vauxhall Chevette 2300 | 4      | 40 min 27 s | + 1 min 37 s |
| 22   | Kyösti Hämäläinen    | Howard Scott       | Ford Escort RS1800     | 4      | 40 min 31 s | + 1 min 41 s |
| 23   | Simo Lampinen        | Solve Andreasson   | Fiat 131 Abarth        | 4      | 40 min 32 s | + 1 min 42 s |
| 23=  | Per-Inge Walfridsson | John Jensen        | Toyota Celica 2000 GT  | 4      | 40 min 32 s | + 1 min 42 s |
| 25   | John Taylor          | Phil Short         | Ford Escort RS1800     | 4      | 40 min 36 s | + 1 min 46 s |
| 26   | Brian Culcheth       | Johnstone Syer     | Triumph TR7            | 4      | 40 min 38 s | + 1 min 48 s |
| 27   | Maurizio Verini      | 'Ninni' Russo      | Fiat 131 Abarth        | 4      | 40 min 41 s | + 1 min 51 s |
| 27=  | Russell Brookes      | John Brown         | Ford Escort RS1800     | 4      | 40 min 41 s | + 1 min 51 s |
| 29   | Patrick Ryan         | Michael Nicholson  | Triumph TR7            | 1      | 40 min 50 s | + 2 min 00 s |
| 30   | Paul Faulkner        | Monty Peters       | Ford Escort RS1800     | 4      | 40 min 52 s | + 2 min 02 s |

### Deuxième étape

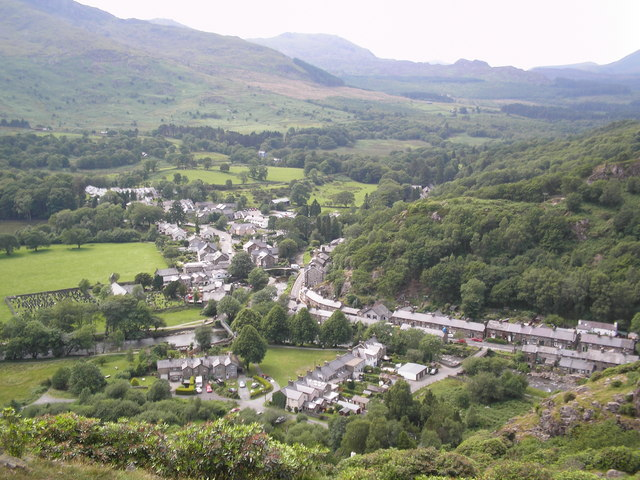
Beddgelert, dans les forêts galloises : c'est ici que Waldegård choisit de placer sa première attaque, qui le porte en tête de la course.

Faute de temps pour l'officialisation des résultats de la première étape, l'ordre des départs de la seconde, le lundi, est établi d'après les positions occupées après la troisième épreuve spéciale, disputée la veille dans Sutton Park. Cela défavorise les pilotes ayant rencontré des problèmes en tout début de course, tels Stig Blomqvist (Saab), Roger Clark et Ari Vatanen, tous deux sur Ford Escort, qui avaient alors perdu du temps à cause de crevaisons lors du passage d'un gué, et qui vont devoir s'élancer derrière des équipages risquant de les gêner sur certains tronçons. Sandro Munari, au volant de sa Lancia Stratos, se montre le plus rapide lors de la première épreuve du jour et prend la seconde place du classement général, à cinq secondes de Mikkola, tandis qu'Airikkala a perdu du terrain. Les deux épreuves suivantes, disputées sur asphalte, n'apportent pas de changement notable : au moment d'aborder les difficiles pistes des forêts galloises, qui marquent le véritable point de départ du rallye, Mikkola compte moins de dix secondes d'avance sur Munari et Waldegård, ses principaux rivaux, Airikkala, quatrième, étant un peu en retrait. S'étant placé jusqu'alors en position d'attente, Waldegård va littéralement assommer ses adversaires dans la forêt de Beddgelert. Sur à peine dix kilomètres de sentiers forestiers, il réalise un temps canon ; deuxième meilleur temps, Dawson, également sur Escort, est à vingt-et-une secondes, Vatanen à vingt-quatre. Parmi ses principaux adversaires, certains sont incrédules, comme Munari, relégué à plus de trente secondes, persuadé d'une erreur de chronométrage. Les spécialistes de l'épreuve tels Mäkinen (qui a crevé) ou Mikkola admettent cependant la supériorité du pilote suédois sur ce tronçon. Waldegård prend le commandement de la course, avec vingt secondes d'avance sur Mikkola et trente sur Munari. Il augmente encore son avance dans le tronçon suivant où il se montre encore une fois le plus rapide. Il conserve ensuite un rythme extrêmement rapide, approchant ou réalisant les meilleurs temps sur toutes les spéciales de l'étape. Mikkola est le seul à ne pas se faire distancer ; lors du retour à York le mardi, quarante-trois secondes séparent les deux principaux animateurs. La plupart des autres favoris ont perdu toute chance de victoire : Munari a chuté à la soixantième place à cause de problèmes de boîte de vitesses et de freins ; Markku Alén (Fiat), auteur d'une magnifique remontée jusqu'à la seconde place, a dû renoncer sur casse mécanique ; Airikkala s'est tout d'abord foulé un pouce lors d'un violent contre-braquage, puis a perdu vingt-quatre minutes lors d'une sortie de route ; Vatanen, d'abord retardé par différents problèmes mécaniques, est finalement sorti de la route. C'est l'étonnant pilote britannique Russell Brookes, auteur de très belles performances dans les forêts galloises au volant de son Escort, qui occupe une excellente troisième place, à un peu plus d'une minute de l'homme de tête. Il devance son coéquipier Dawson, qui compte près de six minutes de retard. Vainqueur l'année précédente, Roger Clark, sixième derrière la Fiat de Timo Salonen, n'a pu suivre le rythme des meilleurs dans les forêts galloises et accuse un retard de près de neuf minutes.
| Pos. | Pilote               | Copilote           | Voiture                 | Groupe | Temps           | Écart         |
| ---- | -------------------- | ------------------ | ----------------------- | ------ | --------------- | ------------- |
| 1    | Björn Waldegård      | Hans Thorszelius   | Ford Escort RS1800      | 4      | 4 h 19 min 55 s |               |
| 2    | Hannu Mikkola        | Arne Hertz         | Toyota Celica 2000 GT   | 4      | 4 h 20 min 38 s | + 43 s        |
| 3    | Russell Brookes      | John Brown         | Ford Escort RS1800      | 4      | 4 h 21 min 05 s | + 1 min 10 s  |
| 4    | Andy Dawson          | Andrew Marriott    | Ford Escort RS1800      | 4      | 4 h 25 min 54 s | + 5 min 59 s  |
| 5    | Timo Salonen         | Jaakko Markkula    | Fiat 131 Abarth         | 4      | 4 h 28 min 29 s | + 8 min 34 s  |
| 6    | Roger Clark          | Stuart Pegg        | Ford Escort RS1800      | 4      | 4 h 28 min 54 s | + 8 min 59 s  |
| 7    | Tony Pond            | Fred Gallagher     | Triumph TR7             | 4      | 4 h 30 min 57 s | + 11 min 02 s |
| 8    | Kyösti Hämäläinen    | Howard Scott       | Ford Escort RS1800      | 4      | 4 h 31 min 06 s | + 11 min 11 s |
| 9    | Jean-Luc Thérier     | Michel Vial        | Toyota Celica 2000 GT   | 4      | 4 h 31 min 43 s | + 11 min 48 s |
| 10   | Per Eklund           | Björn Cederberg    | Saab 99 EMS             | 4      | 4 h 32 min 38 s | + 12 min 43 s |
| 11   | Anders Kulläng       | Bruno Berglund     | Opel Kadett GT/E        | 2      | 4 h 33 min 22 s | + 13 min 27 s |
| 12   | Bror Danielsson      | Mike Broad         | Opel Kadett GT/E        | 4      | 4 h 33 min 33 s | + 13 min 38 s |
| 13   | John Taylor          | Phil Short         | Ford Escort RS1800      | 4      | 4 h 33 min 44 s | + 13 min 49 s |
| 14   | Simo Lampinen        | Solve Andreasson   | Fiat 131 Abarth         | 4      | 4 h 35 min 07 s | + 15 min 12 s |
| 15   | Maurizio Verini      | 'Ninni' Russo      | Fiat 131 Abarth         | 4      | 4 h 36 min 14 s | + 16 min 19 s |
| 16   | Nigel Rockey         | Derek Tucker       | Ford Escort RS1800      | 4      | 4 h 37 min 20 s | + 17 min 25 s |
| 17   | Per-Inge Walfridsson | John Jensen        | Toyota Celica 2000 GT   | 4      | 4 h 38 min 16 s | + 18 min 21 s |
| 18   | Malcolm Wilson       | Ron Palmer         | Ford Escort RS2000      | 1      | 4 h 40 min 27 s | + 20 min 32 s |
| 19   | Timo Mäkinen         | Henry Liddon       | Fiat 131 Abarth         | 4      | 4 h 40 min 52 s | + 20 min 57 s |
| 20   | Fulvio Bacchelli     | Francesco Rossetti | Fiat 131 Abarth         | 4      | 4 h 40 min 54 s | + 20 min 59 s |
| 21   | Patrick Ryan         | Michael Nicholson  | Triumph TR7             | 4      | 4 h 41 min 45 s | + 21 min 50 s |
| 22   | Graham Elsmore       | Stuart Harrold     | Ford Escort RS2000      | 1      | 4 h 42 min 11 s | + 22 min 16 s |
| 23   | Jimmy McRae          | Ian Muir           | Vauxhall Magnum coupé   | 1      | 4 h 43 min 05 s | + 23 min 10 s |
| 24   | Paul Faulkner        | Monty Peters       | Ford Escort RS1800      | 4      | 4 h 43 min 17 s | + 23 min 22 s |
| 25   | Terry Kaby           | Bob Freeborough    | Triumph Dolomite Sprint | 1      | 4 h 45 min 11 s | + 25 min 16 s |

### Troisième étape

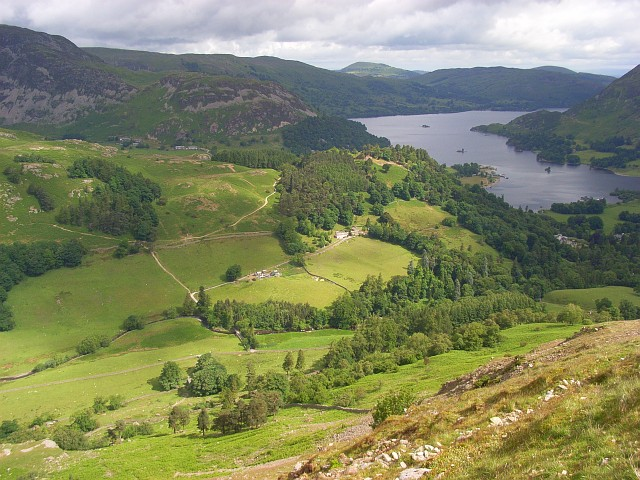
Grisedale, cadre des 43e et 44e épreuves spéciales : c'est là que Mikkola et Brooks vont perdre leurs dernières chances de rejoindre Waldegård.

Bien décidé à conforter sa position, Waldegård fait le forcing dès le début de la troisième étape, se montrant le plus rapide sur les six premiers tronçons chronométrés. Il porte ainsi son avance sur Mikkola à 1 min 19 s. Ce dernier se voit menacé par Brookes, qui n'est plus qu'à quatorze secondes du pilote finlandais. Le second passage dans la forêt de Grisedale va alors ôter aux poursuivants du pilote suédois leurs derniers espoirs : sous le déluge, Mikkola rencontre des problèmes d'allumage et va finalement sortir de la route, perdant près d'une minute et demie ; pour Brookes, c'est pis encore : des ennuis de suspension lui coûtent plus de cinq minutes et deux places au classement général. Avec désormais plus de deux minutes et demie de marge sur Mikkola, Waldegård peut envisager plus sereinement le reste de la course ; il maintient cependant un rythme très élevé dans les spéciales écossaises, portant son avance à plus de trois minutes, avant de relâcher légèrement son effort sur les pistes anglaises le ramenant à York. Dominateur depuis le début de la seconde étape, il remporte l'épreuve pour la première fois, devenant le premier pilote à s'être imposé au Rallye Monte-Carlo (en 1969 et 1970), au Safari (cette saison) et au RAC, les trois épreuves routières les plus réputées. C'est la sixième victoire consécutive de la Ford Escort en Grande-Bretagne. Seul Mikkola, second à plus de deux minutes du vainqueur, a réussi à exercer une pression permanente sur Ford, qui place cinq voitures aux six premières places, Brookes ayant recouvré sa troisième place après une belle remontée le dernier jour. Ford s'adjuge également la victoire en groupe 1 grâce à Malcolm Wilson, douzième au classement général sur son Escort RS2000, après une lutte serrée avec Graham Elsmore, treizième sur une voiture identique.

### Classements intermédiaires
Classements intermédiaires des pilotes après chaque épreuve spéciale,

### Classement général

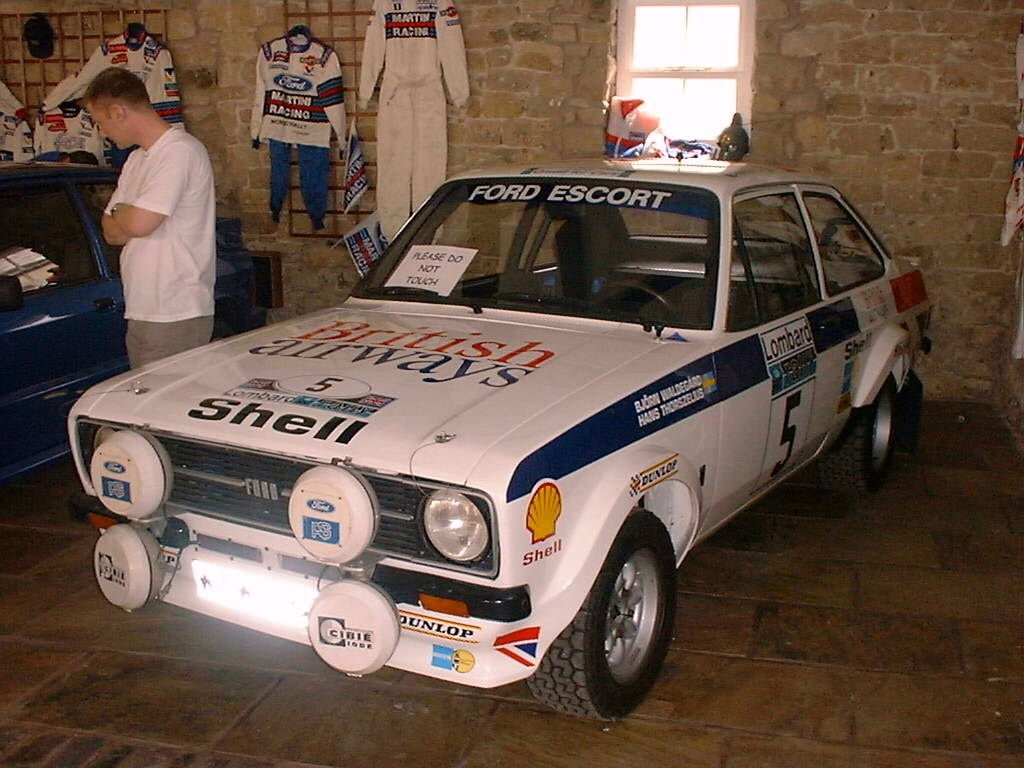
La Ford Escort victorieuse de Björn Waldegård.

| Pos | No | Pilote            | Copilote         | Voiture               | Temps           | Écart         | Groupe |
| --- | -- | ----------------- | ---------------- | --------------------- | --------------- | ------------- | ------ |
| 1   | 5  | Björn Waldegård   | Hans Thorszelius | Ford Escort RS1800    | 8 h 21 min 26 s |               | 4      |
| 2   | 8  | Hannu Mikkola     | Arne Hertz       | Toyota Celica 2000 GT | 8 h 23 min 49 s | + 2 min 23 s  | 4      |
| 3   | 23 | Russell Brookes   | John Brown       | Ford Escort RS1800    | 8 h 31 min 55 s | + 10 min 29 s | 4      |
| 4   | 1  | Roger Clark       | Stuart Pegg      | Ford Escort RS1800    | 8 h 36 min 21 s | + 14 min 55 s | 4      |
| 5   | 26 | Andy Dawson       | Andrew Marriott  | Ford Escort RS1800    | 8 h 39 min 46 s | + 18 min 20 s | 4      |
| 6   | 20 | Kyösti Hämäläinen | Howard Scott     | Ford Escort RS1800    | 8 h 42 min 17 s | + 20 min 51 s | 4      |
| 7   | 13 | Simo Lampinen     | Solve Andreasson | Fiat 131 Abarth       | 8 h 44 min 24 s | + 22 min 58 s | 4      |
| 8   | 24 | Tony Pond         | Fred Gallagher   | Triumph TR7           | 8 h 45 min 04 s | + 23 min 38 s | 4      |
| 9   | 11 | Per Eklund        | Björn Cederberg  | Saab 99 EMS           | 8 h 46 min 02 s | + 24 min 36 s | 4      |
| 10  | 16 | Bror Danielsson   | Mike Broad       | Opel Kadett GT/E      | 8 h 46 min 22 s | + 24 min 56 s | 4      |

### Hommes de tête
- ES1 à ES9 :  Pentti Airikkala -  Risto Virtanen (Vauxhall Chevette)
- ES10 à ES13 :  Hannu Mikkola -  Arne Hertz (Toyota Celica 2000 GT)
- ES14 à ES69 :  Björn Waldegård -  Hans Thorszelius (Ford Escort RS1800)

### Vainqueurs d'épreuves spéciales
- Björn Waldegård -  Hans Thorszelius (Ford Escort RS1800) : 24 spéciales (ES 9, 13 à 15, 22, 23, 25, 27, 38 à 43, 45, 46, 48 à 50, 55, 58, 62, 65, 67)
- Russell Brookes -  John Brown (Ford Escort RS1800) : 15 spéciales (ES 8, 12, 16, 26 à 29, 32, 33, 35 à 37, 41, 53, 63)
- Hannu Mikkola -  Arne Hertz (Toyota Celica 2000 GT) : 14 spéciales (ES 2, 6, 7, 20, 31, 34, 47 à 49, 52, 57, 59 à 61)
- Pentti Airikkala -  Risto Virtanen (Vauxhall Chevette) : 5 spéciales (ES 1, 3, 5, 28, 63)
- Ari Vatanen -  Peter Bryant (Ford Escort RS1800) : 4 spéciales (ES 8, 9, 21, 24)
- Simo Lampinen -  Solve Andreasson (Fiat 131 Abarth) : 4 spéciales (ES 44, 64, 65, 68)
- Roger Clark -  Stuart Pegg (Ford Escort RS1800) : 3 spéciales (ES 4, 30, 66)
- Andy Dawson -  Andrew Marriott (Ford Escort RS1800) : 3 spéciales (ES 17, 46, 68)
- Sandro Munari -  Piero Sodano (Lancia Stratos HF) : 3 spéciales (ES 11, 67, 69)
- Stig Blomqvist -  Hans Sylvan (Saab 99 EMS) : 2 spéciales (ES 10, 18)
- Per Eklund -  Björn Cederberg (Saab 99 EMS) : 2 spéciales (ES 52, 53)
- Markku Alén -  Ilkka Kivimäki (Fiat 131 Abarth) : 1 spéciale (ES 19)
- Timo Mäkinen -  Henry Liddon (Fiat 131 Abarth) : 1 spéciale (ES 51)

## Résultats des principaux engagés
| No | Pilote               | Copilote           | Voiture                 | Groupe | Classement général                           | Class. groupe |
| -- | -------------------- | ------------------ | ----------------------- | ------ | -------------------------------------------- | ------------- |
| 1  | Roger Clark          | Stuart Pegg        | Ford Escort RS1800      | 4      | 4e à 14 min 55 s                             | 4e            |
| 2  | Stig Blomqvist       | Hans Sylvan        | Saab 99 EMS             | 4      | ab. dans la 35e spéciale (transmission)      | -             |
| 3  | Markku Alén          | Ilkka Kivimäki     | Fiat 131 Abarth         | 4      | ab. dans la 23e spéciale (piston)            | -             |
| 4  | Pentti Airikkala     | Risto Virtanen     | Vauxhall Chevette 2300  | 4      | 16e à 42 min 06 s                            | 13e           |
| 5  | Björn Waldegård      | Hans Thorszelius   | Ford Escort RS1800      | 4      | 1er                                          | 1er           |
| 6  | Timo Mäkinen         | Henry Liddon       | Fiat 131 Abarth         | 4      | 11e à 33 min 59 s                            | 11e           |
| 7  | Sandro Munari        | Piero Sodano       | Lancia Stratos HF       | 4      | 25e à 1 h 11 min 51 s                        | 20e           |
| 8  | Hannu Mikkola        | Arne Hertz         | Toyota Celica 2000 GT   | 4      | 2e à 2 min 23 s                              | 2e            |
| 9  | Ari Vatanen          | Peter Bryant       | Ford Escort RS1800      | 4      | ab. dans la 30e spéciale (sortie de route)   | -             |
| 10 | Timo Salonen         | Jaakko Markkula    | Fiat 131 Abarth         | 4      | ab. dans la 44e spéciale (sortie de route)   | -             |
| 11 | Per Eklund           | Björn Cederberg    | Saab 99 EMS             | 4      | 9e à 24 min 36 s                             | 9e            |
| 12 | Walter Röhrl         | Willi-Peter Pitz   | Opel Kadett GT/E        | 2      | ab. dans la 37e spéciale (moteur)            | -             |
| 13 | Simo Lampinen        | Solve Andreasson   | Fiat 131 Abarth         | 4      | 7e à 22 min 58 s                             | 7e            |
| 14 | Per-Inge Walfridsson | John Jensen        | Toyota Celica 2000 GT   | 4      | 14e à 38 min 08 s                            | 12e           |
| 15 | Maurizio Verini      | 'Ninni' Russo      | Fiat 131 Abarth         | 4      | ab. dans la 42e spéciale (sortie de route)   | -             |
| 16 | Bror Danielsson      | Mike Broad         | Opel Kadett GT/E        | 4      | 10e à 24 min 56 s                            | 10e           |
| 17 | Fulvio Bacchelli     | Francesco Rossetti | Fiat 131 Abarth         | 4      | 17e à 52 min 56 s                            | 14e           |
| 18 | Jean-Luc Thérier     | Michel Vial        | Toyota Celica 2000 GT   | 4      | ab. dans la 52e spéciale (sortie de route)   | -             |
| 19 | Anders Kulläng       | Bruno Berglund     | Opel Kadett GT/E        | 2      | 15e à 41 min 24 s                            | 1er           |
| 20 | Kyösti Hämäläinen    | Howard Scott       | Ford Escort RS1800      | 4      | 6e à 20 min 51 s                             | 6e            |
| 21 | Andrew Cowan         | Paul White         | Chrysler Avenger        | 4      | ab. dans la 34e spéciale (moteur)            | -             |
| 23 | Russell Brookes      | John Brown         | Ford Escort RS1800      | 4      | 3e à 10 min 29 s                             | 3e            |
| 24 | Tony Pond            | Fred Gallagher     | Triumph TR7             | 4      | 8e à 23 min 38 s                             | 8e            |
| 25 | Chris Sclater        | Martin Holmes      | Vauxhall Chevette 2300  | 4      | 18e à 53 min 27 s                            | 15e           |
| 26 | Andy Dawson          | Andrew Marriott    | Ford Escort RS1800      | 4      | 5e à 18 min 20 s                             | 5e            |
| 27 | Leif Asterhag        | Anders Gullberg    | Toyota Corolla 1600     | 4      | ab. dans la 26e spéciale (moteur)            | -             |
| 28 | John Taylor          | Phil Short         | Ford Escort RS1800      | 4      | ab. dans la 59e spéciale (sortie de route)   | -             |
| 29 | Brian Culcheth       | Johnstone Syer     | Triumph TR7             | 4      | ab. dans la 18e spéciale (perte d'une roue)  | -             |
| 30 | Billy Coleman        | Dan O'Sullivan     | Lancia Stratos HF       | 4      | ab. dans la 3e spéciale (distributeur)       | -             |
| 31 | Rod Millen           | Mike Franchi       | Mazda RX3               | 4      | 21e à 1 h 3 min 32 s                         | 18e           |
| 32 | 'Tony'               | Mauro Mannini      | Fiat 131 Abarth         | 4      | Forfait                                      |               |
| 33 | Nigel Rockey         | Derek Tucker       | Ford Escort RS1800      | 4      | ab. dans la 37e spéciale (direction)         | -             |
| 34 | Paul Faulkner        | Monty Peters       | Ford Escort RS1800      | 4      | 22e à 1 h 7 min 41 s                         | 19e           |
| 35 | Tony Drummond        | David Curry        | Ford Escort RS1800      | 4      | ab. dans la 20e spéciale (alternateur)       | -             |
| 36 | Tony Fowkes          | Bryan Harris       | Ford Escort RS1800      | 4      | ab. dans la 12e spéciale (volant moteur)     | -             |
| 38 | Jean Ragnotti        | Jean-Marc Andrié   | Renault 5 Alpine        | 2      | ab. dans la 34e spéciale (cardan)            | -             |
| 39 | Jimmy McRae          | Ian Muir           | Vauxhall Magnum coupé   | 1      | ab. dans la 48e spéciale (embrayage)         | -             |
| 40 | Graham Elsmore       | Stuart Harrold     | Ford Escort RS2000      | 1      | 13e à 38 min 00 s                            | 2e            |
| 42 | Patrick Ryan         | Michael Nicholson  | Triumph TR7             | 4      | ab. dans la 57e spéciale (surchauffe)        | -             |
| 43 | Malcolm Wilson       | Ron Palmer         | Ford Escort RS2000      | 1      | 12e à 36 min 40 s                            | 1er           |
| 44 | Will Sparrow         | Rodney Spokes      | Vauxhall Magnum coupé   | 1      | ab. dans la 37e spéciale (différentiel)      | -             |
| 45 | George Hill          | Roger Jones        | Vauxhall Chevette 2300  | 4      | ab. dans la 19e spéciale (pompe à eau)       | -             |
| 46 | Lars Carlsson        | Bob de Jong        | Opel Kadett GT/E        | 1      | ab. après la 19e spéciale (accident routier) | -             |
| 48 | Terry Kaby           | Bob Freeborough    | Triumph Dolomite Sprint | 1      | exclu après l'arrivée (hors délai)           | -             |
| 57 | Markku Saaristo      | Ian Grindrod       | Triumph TR7             | 4      | 37e à 1 h 46 min 31 s                        | 24e           |
| 59 | Jean-Pierre Nicolas  | Vincent Laverne    | Renault 5 Alpine        | 2      | ab. dans la 65e spéciale (cardan)            | -             |

## Classement final du championnat du monde
- attribution des points : 10, 9, 8, 7, 6, 5, 4, 3, 2, 1 respectivement aux dix premières marques de chaque épreuve, additionnés de 8, 7, 6, 5, 4, 3, 2, 1 respectivement aux huit premières de chaque groupe (seule la voiture la mieux classée de chaque constructeur marque des points). Les points de groupe ne sont attribués qu'aux concurrents ayant terminé dans les dix premiers au classement général.
- seuls les huit meilleurs résultats (sur onze épreuves) sont retenus pour le décompte final des points[4]. Fiat doit donc décompter les douze points acquis en Grèce et les six points acquis en Grande-Bretagne, et Ford doit décompter les dix points acquis en Italie.

| Pos. | Marque         | Points    | M-C  | SUE  | POR  | SAF  | NZL  | ACR   | FIN  | QUE  | SAN   | COR  | RAC   |
| ---- | -------------- | --------- | ---- | ---- | ---- | ---- | ---- | ----- | ---- | ---- | ----- | ---- | ----- |
| 1    | Fiat           | 136 (154) | 9+7  | 7+7  | 10+8 | -    | 10+8 | (7+5) | 9+7  | 10+8 | 10+8  | 10+8 | (4+2) |
| 2    | Ford           | 132 (142) | -    | 6+8  | 9+7  | 10+8 | 9+7  | 10+8  | 10+8 | 6+8  | (6+4) | -    | 10+8  |
| 3    | Toyota         | 68        | -    | 4+6  | 8+6  | -    | 1+7  | -     | 7+5  | 1+7  | -     | -    | 9+7   |
| 4    | Opel           | 65        | 1+8  | 9+8  | 5+8  | -    | -    | 2+2   | 4+4  | -    | 5+8   | -    | 1+0   |
| 5    | Lancia         | 60        | 10+8 | -    | -    | 8+6  | -    | -     | -    | -    | 7+5   | 9+7  | -     |
| 6    | Datsun         | 40        | -    | -    | -    | 9+7  | -    | 8+6   | -    | 2+8  | -     | -    | -     |
| 7    | Porsche        | 35        | 6+8  | -    | 2+2  | -    | -    | -     | -    | -    | 1+8   | 5+3  | -     |
| 8    | Saab           | 30        | -    | 10+8 | -    | -    | -    | -     | -    | 6+4  | -     | -    | 2+0   |
| 9    | Mitsubishi     | 28        | -    | -    | -    | 7+5  | 2+1  | -     | -    | 5+8  | -     | -    | -     |
| 10   | Chrysler       | 24        | -    | -    | -    | -    | -    | 3+7   | 6+8  | -    | -     | -    | -     |
| 11   | Renault        | 18        | -    | -    | -    | -    | -    | 4+3   | -    | -    | 4+7   | -    | -     |
| 12   | Triumph        | 16        | -    | -    | -    | -    | -    | -     | -    | 7+5  | -     | -    | 3+1   |
| 13   | Peugeot        | 15        | -    | -    | -    | 4+2  | -    | -     | -    | -    | -     | 1+8  | -     |
| 14   | Seat           | 14        | 8+6  | -    | -    | -    | -    | -     | -    | -    | -     | -    | -     |
| 15   | Citroën        | 13        | -    | -    | -    | -    | -    | 5+8   | -    | -    | -     | -    | -     |
| 16   | Mazda          | 10        | -    | -    | -    | -    | 6+4  | -     | -    | -    | -     | -    | -     |
| 16=  | Alpine-Renault | 10        | 3+7  | -    | -    | -    | -    | -     | -    | -    | -     | -    | -     |
| 18   | Volvo          | 8         | -    | 3+5  | -    | -    | -    | -     | -    | -    | -     | -    | -     |
| 19   | Alfa Romeo     | 7         | -    | -    | -    | -    | -    | -     | -    | -    | 2+5   | -    | -     |
| 19=  | Škoda          | 7         | -    | -    | -    | -    | -    | -     | 1+6  | -    | -     | -    | -     |
| 21   | Lada           | 4         | -    | 1+3  | -    | -    | -    | -     | -    | -    | -     | -    | -     |

### Coupe FIA des pilotes
- attribution des points : 9, 6, 4, 3, 2, 1 respectivement aux six premiers de chaque épreuve. Sont retenus pour le décompte final les cinq meilleurs résultats des onze épreuves mondiales (catégorie A), les deux meilleurs résultats des cinq rallyes sélectifs du Championnat d'Europe (catégorie B) et les deux meilleurs résultats des quatre autres rallyes sélectifs (catégorie C).
- le règlement pénalise les pilotes n'ayant participé à aucune manche du championnat d'Europe (catégorie B), les privant d'un de leurs meilleurs résultats ; en conséquence, Björn Waldegård doit décompter les neuf points d'une de ses trois victoires.

| Pos. | Pilote              | Marque  | Points  | M-C (A) | ARC (B) | SUE (A) | POR (A) | SAF (A) | NZL (A) | ACR (A) | GIR (C) | AFS (C) | POL (B) | FIN (A) | SM (B) | QUE (A) | TdF (B) | SAN (A) | AUS (C) | CAT (B) | COR (A) | RAC (A) | BAN (C) |
| ---- | ------------------- | ------- | ------- | ------- | ------- | ------- | ------- | ------- | ------- | ------- | ------- | ------- | ------- | ------- | ------ | ------- | ------- | ------- | ------- | ------- | ------- | ------- | ------- |
| 1    | Sandro Munari       | Lancia  | 31      | 9       | -       | -       | -       | 4       | -       | -       | -       | 9       | -       | -       | 9      | -       | -       | -       | -       | -       | -       | -       |         |
| 2    | Björn Waldegård     | Ford    | 30 (39) | -       | -       | -       | 6       | 9       | -       | 9       | -       | -       | -       | 4       | -      | -       | -       | 2       | -       | -       | -       | (9)     |         |
| 3    | Bernard Darniche    | Lancia  | 27      | -       | -       | -       | -       | -       | -       | -       | -       | -       | 9       | -       | -      | -       | 9       | -       | -       | -       | 9       | -       |         |
| 4    | Jean-Claude Andruet | Fiat    | 18      | 6       | -       | -       | 3       | -       | -       | -       | -       | -       | -       | -       | -      | -       | -       | 9       | -       | -       | -       | -       |         |
| 5    | Ari Vatanen         | Ford    | 15      | -       | 9       | -       | -       | -       | 6       | -       | -       | -       | -       | -       | -      | -       | -       | -       | -       | -       | -       | -       |         |
| 5=   | Timo Salonen        | Fiat    | 15      | -       | -       | -       | -       | -       | -       | -       | -       | -       | -       | 6       | -      | 9       | -       | -       | -       | -       | -       | -       |         |
| 5=   | Rauno Aaltonen      | Datsun  | 15      | -       | -       | -       | -       | 6       | -       | -       | -       | -       | -       | -       | -      | -       | -       | -       | 9       | -       | -       | -       |         |
| 5=   | Michèle Mouton      | Porsche | 15      | -       | -       | -       | -       | -       | -       | -       | -       | -       | -       | -       | -      | -       | 6       | -       | -       | 9       | -       | -       |         |
| 5=   | Simo Lampinen       | Fiat    | 15      | -       | -       | 3       | -       | -       | 3       | 3       | -       | -       | -       | -       | -      | 6       | -       | -       | -       | -       | -       | -       |         |
| 10   | Kyösti Hämäläinen   | Ford    | 14      | -       | 2       | 2       | -       | -       | -       | -       | -       | -       | -       | 9       | -      | -       | -       | -       | -       | -       | -       | 1       |         |
| 11   | Markku Alén         | Fiat    | 13      | -       | -       | -       | 9       | -       | 4       | -       | -       | -       | -       | -       | -      | -       | -       | -       | -       | -       | -       | -       |         |
| 11=  | Fulvio Bacchelli    | Fiat    | 13      | -       | -       | -       | -       | -       | 9       | -       | -       | -       | -       | -       | -      | -       | -       | -       | -       | -       | 4       | -       |         |
| 11=  | Roger Clark         | Ford    | 13      | -       | -       | -       | -       | -       | -       | 6       | -       | -       | -       | -       | -      | 4       | -       | -       | -       | -       | -       | 3       |         |
| 14   | Maurizio Verini     | Fiat    | 12      | -       | -       | -       | 2       | -       | -       | -       | -       | -       | -       | -       | 4      | -       | -       | 6       | -       | -       | -       | -       |         |
| 15   | Antonio Zanini      | Seat    | 10      | 4       | -       | -       | -       | -       | -       | -       | -       | -       | 6       | -       | -      | -       | -       | -       | -       | -       | -       | -       |         |
| 15=  | Harry Källström     | Datsun  | 10      | -       | -       | -       | -       | -       | -       | 4       | -       | -       | -       | -       | -      | -       | -       | -       | 6       | -       | -       | -       |         |
| 17   | Stig Blomqvist      | Saab    | 9       | -       | -       | 9       | -       | -       | -       | -       | -       | -       | -       | -       | -      | -       | -       | -       | -       | -       | -       | -       |         |
| 17=  | Vittorio Coggiola   | Porsche | 9       | -       | -       | -       | -       | -       | -       | -       | 9       | -       | -       | -       | -      | -       | -       | -       | -       | -       | -       | -       |         |
| 17=  | Mauro Pregliasco    | Lancia  | 9       | -       | -       | -       | -       | -       | -       | -       | -       | -       | -       | -       | 6      | -       | -       | 3       | -       | -       | -       | -       |         |
| 17=  | Salvador Cañellas   | Seat    | 9       | 3       | -       | -       | -       | -       | -       | -       | -       | -       | -       | -       | -      | -       | -       | -       | -       | 6       | -       | -       |         |
| 17=  | Hannu Mikkola       | Toyota  | 9       | -       | 3       | -       | -       | -       | -       | -       | -       | -       | -       | -       | -      | -       | -       | -       | -       | -       | -       | 6       |         |

- À noter : le classement provisoire ci-dessus intègre le déclassement de la Ford de l'équipage Hettema-Boschof (initialement victorieuse du 'Total Rally South Africa'), à la suite d'une réclamation de la Scuderia Lancia, donnant la victoire sur tapis vert à la Lancia Stratos de Munari-Sodano. Les résultats de l'épreuve sud-africaine ne furent entérinés par la FIA qu'en février 1978[7]. Ci-dessous les scores effectifs après le Rallye de Grande-Bretagne, prenant en compte la  victoire d'Hettema en Afrique du Sud, tels que publiés à l'issue de la course :

1. Björn Waldegård : 30 points
2. Sandro Munari : 28 points
3. Bernard Darniche : 27 points